# John Taylor (Schiedsrichter)

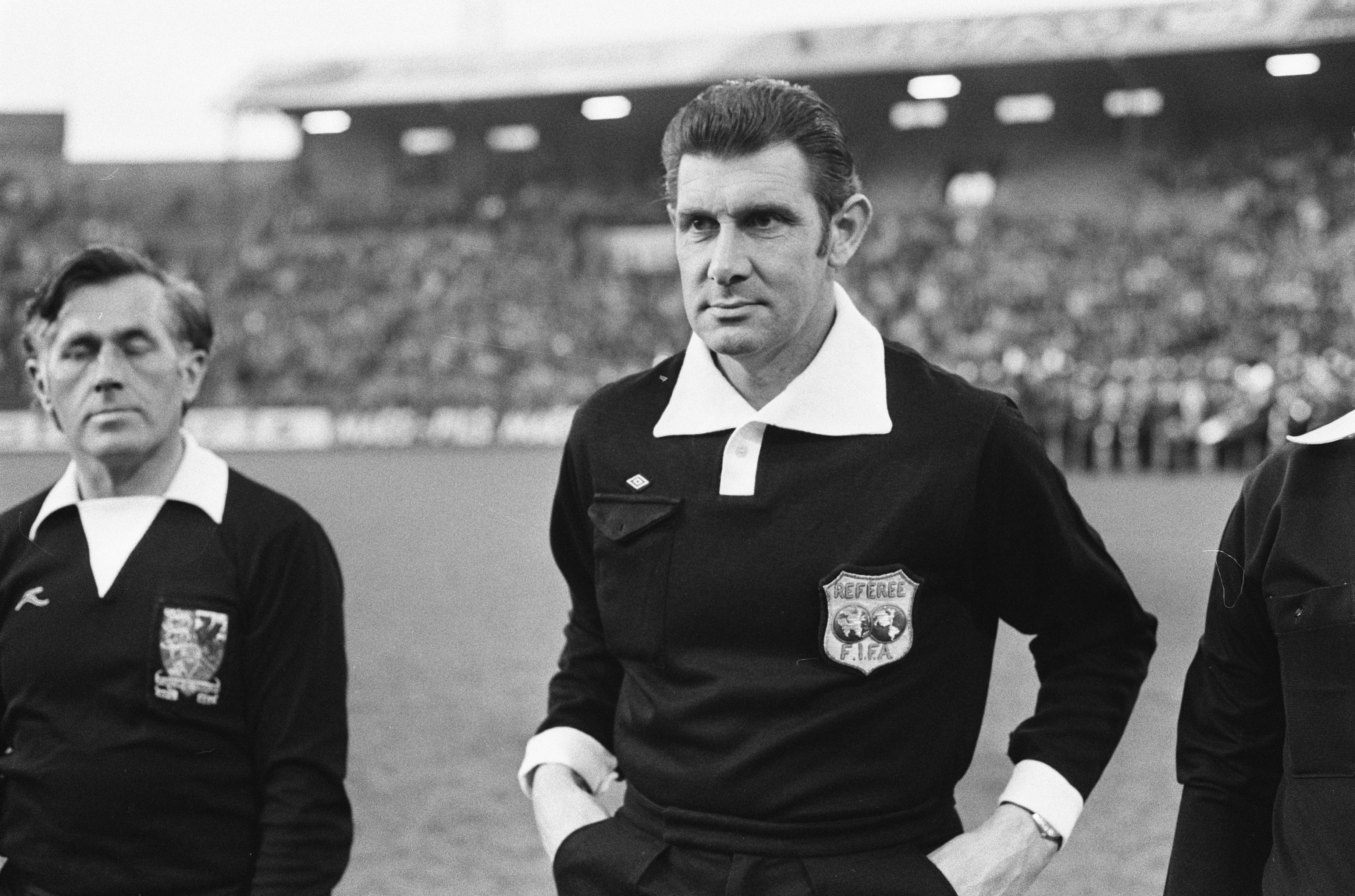
John Taylor

John Keith „Jack“ Taylor (* 21. Mai 1930 in Wolverhampton; † 27. Juli 2012 in Shropshire) war ein englischer Fußballschiedsrichter.
Jack Taylor nahm im Laufe seiner Karriere an zwei Fußball-Weltmeisterschaften teil. Bei der WM 1970 in Mexiko pfiff er das Vorrundenspiel zwischen Italien und Schweden. Höhepunkt seiner Laufbahn war die Spielleitung des Finales der WM 1974 zwischen Deutschland und den Niederlanden in München. In diesem Spiel pfiff er noch während der ersten Spielminute einen Elfmeter für die Niederlande, bevor ein deutscher Spieler überhaupt den Ball berührt hatte und später einen umstrittenen zweiten Elfmeter nach einem Foul an Bernd Hölzenbein, der zum Ausgleich führte. In der 59. Minute erkannte er einen regulären Treffer Gerd Müllers wegen angeblicher Abseitsstellung nicht an, fünf Minuten vor Schluss versagte er der deutschen Mannschaft den dieses Mal klaren Strafstoß nach einem Foul an Hölzenbein.
Insgesamt leitete Jack Taylor bei dieser WM drei Spiele. Im Verlauf seiner Karriere leitete Taylor mehr als 100 Erstligaspiele in England und ebenfalls mehr als 100 internationale Begegnungen.